# Njombe
Njombe es una ciudad de Tanzania, capital de la región homónima en el sur del país. Dentro de la región, forma una subdivisión equiparada a un valiato y es al mismo tiempo la sede administrativa del vecino valiato rural homónimo sin pertenecer al mismo.
En 2012, la ciudad tenía una población total de 130 223 habitantes.
Se ubica en el centro del triángulo formado por las ciudades de Iringa, Mbeya y Songea, unos 70 km al noreste de la costa nororiental del lago Malaui.
Es una de las ciudades más frías del país, ya que se ubica a unos dos mil metros de altitud junto a las montañas Kipengere. La mayoría de los habitantes son étnicamente benas, con minorías de kingas y pangwas.

## Subdivisiones
El territorio de la ciudad se divide en las siguientes 13 katas:
- Ihanga
- Iwungilo
- Kifanya
- Lugenge
- Luponde
- Makowo
- Matola
- Mjimwema
- Njombe Mjini
- Ramadhani
- Utalingolo
- Uwemba
- Yakobi